# Uru-capoeira
Uru-capoeira (nome científico: Odontophorus capueira), capoeira ou corcovado, é uma ave galiforme da família dos odontoforídeos (Odontophoridae). Encontra-se no Brasil, Argentina e Paraguai e anteriormente no Uruguai. Os seus habitats naturais são florestas subtropicais ou tropicais secas de baixa altitude. Acredita-se que sua população esteja diminuindo, mas a uma taxa moderada, então a União Internacional para a Conservação da Natureza a avaliou como uma "espécie de menor preocupação".

## Etimologia
O nome comum uru deriva do tupi u'ru em sentido definido. Foi citado em 1587 como oru e 1618 como uruis. Capoeira, por sua vez, deriva do tupi ko'pwera, de ko no sentido de "roça" e pwera no sentido de "que já foi". Foi registrada em 1577 como capoeira, em 1579 como capuera, em 1581 como quapoeira e em 1584 como capuera, quando designou "terreno roçado e reconquistado pelo mato". Somente em 1817 (capueiras) e mais adiante em 1856 (capoeiras) que o termo foi empregado para designar aves.

## Descrição
Urus-capoeiras machos e fêmeas são semelhantes na aparência, mas a fêmea é um pouco menor. O pássaro tem uma coroa marrom-avermelhada com uma crista solta, salpicada de amarelo. O supercílio (faixa acima do olho) e a faixa do peito são canela-avermelhadas. As partes superiores são marrom-acinzentadas, com vermiculações escuras e salpicadas, com as penas individuais no pescoço, manto, dorso e escapulários com listras brancas ao lado da haste. Os lados da cabeça, garganta e partes inferiores são cinza-ardósia. As pernas são cinza escuro, o bico é enegrecido, a íris marrom e a área nua ao redor dos olhos vermelha. A faixa de comprimento é de cerca de 26 a 30 centímetros (10 a 12 polegadas). Os juvenis são semelhantes em coloração, mas têm bicos avermelhados, partes superiores mais salpicadas e partes inferiores cinzentas coradas com ferrugem e salpicadas de branco.

## Distribuição Geográfica
O uru-capoeira é nativo da região nordeste e sudeste do Brasil, do extremo nordeste da Argentina e do leste do Paraguai. Habita floresta seca de planície, incluindo floresta secundária, em altitudes não superiores a 1 600 metros (5 200 pés).
A cidade de Uruoca, no sertão cearense, foi nomeada em homenagem a abundância desses pássaros naquela região.

## Ecologia
Os urus-capoeiras tendem a se mover no chão durante o dia em pequenos grupos de seis a oito, mas às vezes até quinze. Quando perturbados, se movem à vegetação rasteira e raramente voam, especialmente quando o grupo inclui filhotes. Os pássaros às vezes congelam e se agacham. A dieta inclui nozes caídas de araucária e outras árvores, as bagas de fitolaca (Phytolacca americana) e outras plantas e provavelmente invertebrados. À noite, esses pássaros empoleiram-se bem no chão nas árvores. São monogâmicos e a reprodução ocorre entre agosto e novembro. O ninho é construído no chão com entrada lateral e telhado de folhas mortas. Cerca de quatro ovos brancos são postos, que logo ficam descoloridos. A fêmea incuba a ninhada, que eclode após cerca de dezoito dias, e ela também cria os filhotes sem ajuda.

## Conservação
O uru-capoeira tem uma distribuição muito extensa e é comum em pelo menos parte de sua área de distribuição, embora as populações mais ao norte estejam em risco de caça. Acredita-se que a população total esteja diminuindo, mas não a uma taxa que coloque a ave em risco, e a União Internacional para a Conservação da Natureza (UICN / IUCN) avaliou sua situação de conservação como sendo "menos preocupante". o Brasil, a espécie consta em mais de uma lista de conservação: em 2005, foi classificado como em perigo na Lista de Espécies da Fauna Ameaçadas do Espírito Santo; em 2010, como em perigo na Lista de Espécies Ameaçadas de Extinção da Fauna do Estado de Minas Gerais em 2014, como quase ameaçada no Livro Vermelho da Fauna Ameaçada de Extinção no Estado de São Paulo e na Lista das Espécies da Fauna Ameaçadas de Extinção no Rio Grande do Sul; em 2017, como em perigo na Lista Oficial das Espécies da Fauna Ameaçadas de Extinção do Estado da Bahia; e em 2018, como pouco preocupante na Lista Vermelha do Livro Vermelho da Fauna Brasileira Ameaçada de Extinção do Instituto Chico Mendes de Conservação da Biodiversidade (ICMBio).